# 日本現代企画
日本現代企画（にほんげんだいきかく）は、1970年から1977年まで日本の東京都狛江市を拠点に活動した特撮映像とテレビ番組の製作会社。『スーパーロボット レッドバロン』をはじめとした『バロンシリーズ』を手がけたことで知られる。

## 円谷特技プロダクション
会社設立の背景はスタッフが所属していた円谷特技プロダクション（現：円谷プロダクション）でのテレビ映画『マイティジャック』（1968年（昭和43年）4月6日から同年6月29日）の失敗と赤字だった。東宝の子会社として設立された円谷特技プロダクションには自社スタジオ設備がなかった。番組制作の撮影設備や撮影機材のほとんどを親会社東宝からの貸与で賄った。この貸与費用負担は、円谷特技プロの重荷となっていた。
この状況を打開しようと、円谷特技プロダクション社長円谷一は自前の撮影ステージを所有しようと画策し、土地を探した。照明技師の小林哲也が砧地区に物件を見つけたが、この土地購入する資金が賄えなかった。『マイティジャック』以降、怪獣ブームが去った後の円谷特技プロの経営は悪化の一方で、結局自社スタジオの設立構想を断念せざるを得なくなった。
小林は東急映画出身で『ウルトラQ』で照明技師として「円谷特技プロダクション」に招かれて活動していた。1969年3月の『怪奇大作戦』終了以降、円谷プロダクションとしての番組制作はほぼ途絶えてしまい、多くの技術者との契約を解除するリストラ断行をおこなった。このタイミングで、円谷一らの後押しを受けて、小林を中心としたグループで新しい映像技術者集団をつくり法人化した。これが日本現代企画である。

## 日本現代企画
「日本現代企画」の名称は円谷プロダクションの熊谷健による。当初は「現代企画」と提案されたが、既に同名企業が存在していたため冒頭に「日本」を加えた。当初は、照明機材の貸し出し、TBSの「映画部」へのスタッフの人材派遣、などで業務を始動した。小林らは「円谷特技プロダクション」の弱点だった「設備面の充実」を図った。参画者が共同出資することで、以前取得できなかった砧地区に至近の狛江市の土地70坪を取得し、特撮用ステージを三棟建造した。鉄筋コンクリートのスタジオは照明技師である小林自身の設計によるもの。照明効果を存分に考慮したデザインが採られた。自前のスタジオ設備や撮影機材は「映画スタジオ」として貸出しし、一方でテレビ番組制作の準備を整えた。
テレビドラマ制作としては1971年の『シルバー仮面』が最初である。「タケダアワー」の中核スタッフであったTBSの橋本洋二プロデューサー、宣弘社の小林利雄社長、前年にTBSを退社した実相寺昭雄監督という円谷特技プロダクションの時代からの人脈から担ったものだった。この実質的な制作は「コダイグループ」がおこなった。『シルバー仮面』で演出スタッフとして参加し「製作協力」とクレジットされている。コダイグループは、同じ元円谷特技プロのスタッフによって結成された実相寺昭雄が設立した映像制作集団であり、「コダイグループ」という名も「日本現代企画」の「現代」に対比して実相寺が「古代＝コダイ」と名付けたものだった。
「東洋現像所（現IMAGICA）」の電子映像技術「スキャニメイト」を積極的に導入しテレビでの特撮に多用した。スーパーロボット マッハバロン（1974年10月-1975年3月）、少年探偵団 (BD7)（1975年10月-1976年3月）などが代表である。
会社解散後、鈴木清を中心に同社スタッフが結集し「創英舎」を設立した。「バロンシリーズ」の第3作『小さなスーパーマン ガンバロン』は創英舎の製作となったが「日本現代企画」の名が残されている。

## 歴史
- 1967年、円谷特技プロダクション（現：円谷プロダクション）で照明技師の小林哲也が中心となり、技術者集団として結成。
- 1970年、円谷プロダクションの社長の円谷一と円谷粲に円谷プロダクションから独立した小林哲也、光学撮影技師の中野稔、特撮監督の佐川和夫、高野宏一、撮影技師の鈴木清らが共同出資し、東京都狛江市に土地を取得。特撮監督の大木淳吉らを加え、撮影スタジオを所有した映像制作会社として始動する。所在地は狛江市和泉本町2。代表には小林哲也が就任。
- 1971年、『月光仮面』で知られる宣弘社の下請けで『シルバー仮面』を製作したのが最初のテレビ作品。
- 1972年、『アイアンキング』を製作（宣弘社の下請け）。
- 1973年、『スーパーロボット レッドバロン』を製作（同じく宣弘社の下請け）。
- 1974年、スポンサー事情で打ち切りとなった『レッドバロン』をリソース元に『スーパーロボット マッハバロン』を単独製作。以後、小林は照明技師からプロデューサーへ鈴木は撮影技師から監督へと転身。
- 1974年、ブームとなった同名映画のテレビ版『日本沈没』を特撮パートのみ東宝映像（現・東宝映像美術）からの下請けで製作。
- 1975年、『少年探偵団』を製作。
- 1976年、円谷プロダクションから下請けした『恐竜探険隊ボーンフリー』の部分請負が最後の作品となる。
- 1977年、代表取締役社長の小林が辞任して解散。

## 主なスタッフ
小林哲也
代表取締役社長。円谷特技プロダクションで照明技師を務めていたが、照明機材が入手困難であったことから自ら機材を調達し、上田とともに他社への貸出事業を行っていた。この時の売り上げが日本現代企画設立時の資本金となった。
上田利夫
専務。『マッハバロン』ではプロデューサーを務めた。
元々は東京美術センターに所属していたが、小林とともに照明機材の貸出事業を始める。日本現代企画解散後は創英舎代表となった。
中野稔
佐川和夫
高野宏一
鈴木清
大木淳吉

## フィルモグラフィ
- シルバー仮面 （1971年 - 1972年、宣弘社／TBS） - 制作協力
- トリプルファイター（1972年、円谷プロダクション／TBS） - 制作協力
- アイアンキング （1972年 - 1973年、宣弘社／TBS） - 制作協力
- ウルトラマンタロウ（1973 - 1974年、円谷プロダクション／TBS） - 第4 - 5話のみ制作協力
- スーパーロボット レッドバロン （1973年 - 1974年、宣弘社／日本テレビ） - 制作協力
- 華麗なる一族  （1974年、芸苑社） - 特撮
- スーパーロボット マッハバロン （1974年 - 1975年、日本テレビ） - 制作著作
- 日本沈没  （1974年 - 1975年、東宝映像／TBS） - 制作協力
- 少年探偵団 (BD7) （1975年 - 1976年、読売広告社／日本テレビ） - 制作著作
- それ行け!カッチン　（1975年 - 1976年、国際放映／TBS） - 制作協力
- 三日月情話 （1976年、東海テレビ） - 制作著作
- 火曜日のあいつ（1976年、東宝株式会社／TBS） - 制作協力
- 渚より愛をこめて（1976年、東海テレビ） - 制作著作
- 恐竜探険隊ボーンフリー （1976年 - 1977年、旭通信社／円谷プロダクション／NET） - 制作協力
- 小さなスーパーマン ガンバロン （1977年、読売広告社／創英舎／日本テレビ） - 制作協力
- 赤とんぼ（1978年、東海テレビ） - 制作著作

## 関連書籍
- 巨大ヒーロー大全集（講談社）
- DVD『アイアンキングフォトニクル』 2015年5月22日発売 発売元-デジタルウルトラプロジェクト DUPJ-131